# Treffléan
Treffléan é uma comuna francesa na região administrativa da Bretanha, no departamento Morbihan. Estende-se por uma área de 18,24 km². Em 2010 a comuna tinha 2 375 habitantes (densidade: 130,2 hab./km²).